# Jack Vreeswijk
Lars Jacob ('Jack') Vreeswijk (Stockholm, 25 januari 1964 – Uddevalla, 3 april 2023) was een Zweeds zanger.

## Loopbaan
Hij is een zoon van de uit Nederland afkomstige troubadour Cornelis Vreeswijk (1937-1987). Hij groeide op bij zijn moeder Ingalill Rehnberg in Stockholm, maar deed zijn middelbare school in IJmuiden. Begin jaren tachtig keerde hij terug naar Zweden, waar hij muzikant werd. Zijn debuutalbum, Is i magen uit 1996, bereikte de 39ste plaats in de Zweedse hitlijst. Het album Jack Vreeswijk sjunger Vreeswijk (2009) piekte op de 29ste plaats. Hij nam met de Friese zanger Piter Wilkens het liedje Provensaalske wepsehuning op voor diens album De fleanende Hollanner (2010), dat aan Vreeswijks vader werd opgedragen. Hij schreef daarnaast muziek voor de biografische film Cornelis uit 2010. Jack Vreeswijk kreeg in 2000 het Cornelis Vreeswijk-stipendium, een jaarlijkse prijs die wordt uitgereikt aan een zanger die iets voor het Zweedse lied heeft betekend. 

## Privéleven
Hij woonde in Uddevalla in het zuidwesten van Zweden met zijn vrouw en kinderen. Hij had drie zonen uit een eerder huwelijk. In april 2023 overleed hij aan darmkanker.

## Discografie
- Is i magen (1996)
- Underbart (2004)
- Jack Vreeswijk sjunger Vreeswijk (2009)
- Cornelis (2010)
- Wichita (2012)